# Manizales
Manizales er en by og en kommune i det centrale Colombia. Det er hovedstaden i departementet Caldas, og ligger nær vulkanen Nevado del Ruiz.
I øjeblikket er byen det vigtigste center for produktion af colombiansk kaffe og et vigtigt knudepunkt for højere uddannelsesinstitutioner.
5°04′03″N 75°30′36″V / 5.0675°N 75.51°V